# Greg Weissert
Gregory R. Weissert (Bay Shore, Nueva York, 4 de febrero de 1995), más conocido como Greg Weissert, es un jugador profesional estadounidense de béisbol que se desempeña en la posición de lanzador en Boston Red Sox, equipo de las Grandes Ligas de Béisbol (MLB).

## Carrera
Weissert hizo su debut en la MLB con el equipo New York Yankees, en el cual jugó dos temporadas (2022-2023), después pasó a Boston Red Sox, donde lleva jugando una temporada.